# ريمون تولوز
ريموند صنجيل (بالفرنسية: Raymond Toulouse) (نقحرة: ريمون دو تولوز) أو (بالفرنسية: Raymond de Saint-Gilles) (نقحرة:  ريمون دو سان جيل) (1141 - 1105) هو دوق إقليم أربونة «Narbonne» في فرنسا وماركيز قوطيا «Gothie» وبربنصة «Provence». اشترك في الحملة الصليبية الأولى وشارك في حصار القدس 1099 والاستيلاء عليها.
أسس نواة ما عرف لاحقا بكونتية طرابلس خلال تشييده حصن في عرقا ليحدّ من سيطرة بوهيموند الأول حاكم أنطاكيا. استولى أيضًا على قلعة الحصن الواقعة غرب حمص.
وشيد قلعة طرابلس، وقيل إنه عرض عليه تاج مملكة بيت المقدس لكنّه رفض أن «يملك مكانًا عذّب فيه يسوع» بعد الحملة الصليبية الأولى سافر إلى القسطنطينية وحل ضيفا لدى الإمبراطور البيزنطي ألكسيوس.

## معرض الصور

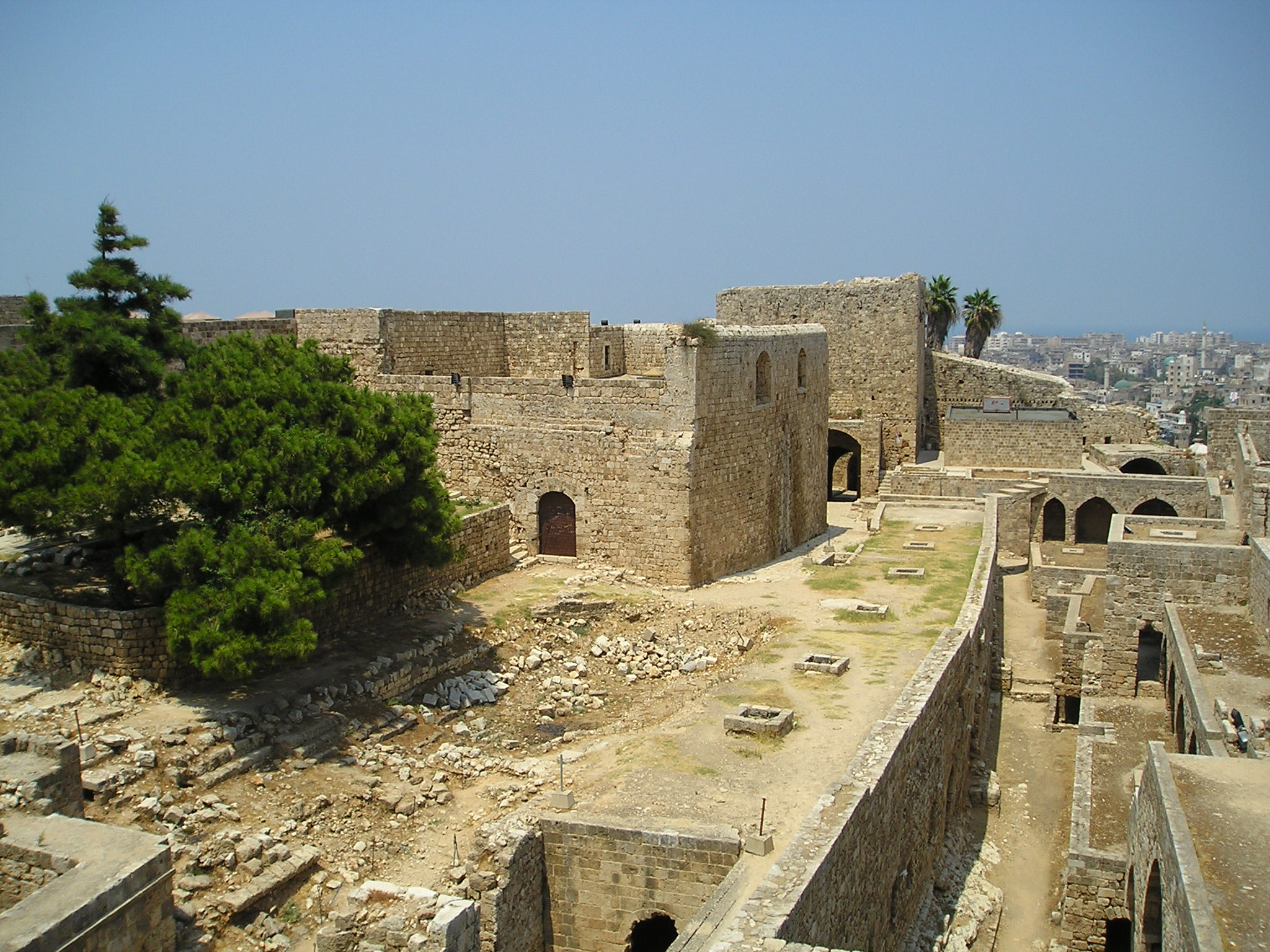
قلعة ريمون في طرابلس - لبنان.